# Métal de Wood
 (décembre 2016).
Améliorez-le ou discutez des points à vérifier. 

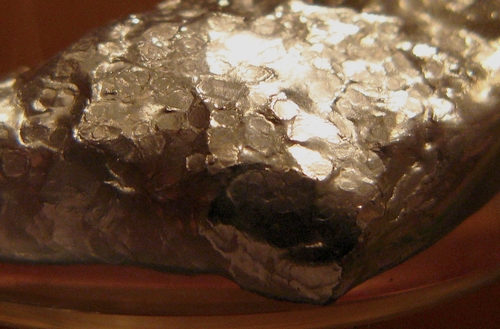
Métal de Wood.

Le métal de Wood aussi appelé alliage de Lipowitz, commercialisé sous les marques Cerrobend, Bolton 158, Bendalloy, Pewtalloy ou MCP 158,  est un alliage eutectique composé de 50 % de bismuth, 26,7 % de plomb, 13,3 % d'étain, et 10 % de cadmium (pourcentage en masse), avec un point de fusion bas (environ 70 °C). Il est commercialisé en Europe par Metals Corp, marque déposée de l'institution américaine Cerro. Cet alliage a été nommé en hommage au dentiste américain Barnabas Wood.

## Caractéristiques
- Densité à 20 °C : 9,4
- Dureté Brinell : 9,2
- Dilatation en % après 2 minutes : 0,25
- Température de fusion (constante) : 70 °C[3].

## Applications
Il s'utilise en physique et radiothérapie pour la fabrication de caches de protection lors des traitements des patients, ainsi qu'en emboutissage, soudure pour les aubages creux (étirage de tubes remplis de métal de Wood) ou pour la fabrication de fils fusibles.
Il sert aussi à fabriquer les gicleurs automatiques d'extinction d'incendie. La basse température de fusion 70 °C fait qu'en cas d'incendie, l'embout de gicleur fond et ouvre la buse de pulvérisation d'eau. 
Il est aussi utilisé comme remplissage provisoire pour le cintrage de tubes minces (d’où le terme 'bend' -cintre en anglais- qui se retrouve dans diverses dénominations commerciales). 
Le numéro '158' que l'on retrouve dans différentes marques fait référence au point de fusion exprimé en degrés Fahrenheit.

## Autres alliages à bas point de fusion
| Alliage             | Point de fusion  | Eutectique? | Bismuth % | Plomb % | Étain %  | Indium % | Cadmium % | Thallium % | Gallium % | Antimoine % |
| ------------------- | ---------------- | ----------- | --------- | ------- | -------- | -------- | --------- | ---------- | --------- | ----------- |
| Métal de rose (en)  | 98 °C (208 °F)   | non         | 50        | 25      | 25       | –        | –         | –          | –         | –           |
| Cerrosafe (en)      | 74 °C (165 °F)   | non         | 42.5      | 37.7    | 11.3     | –        | 8.5       | –          | –         | –           |
| Métal de Wood       | 70 °C (158 °F)   | oui         | 50        | 26.7    | 13.3     | –        | 10        | –          | –         | –           |
| Métal de Field (en) | 62 °C (144 °F)   | oui         | 32.5      | –       | 16.5     | 51       | –         | –          | –         | –           |
| Cerrolow 136 (en)   | 58 °C (136 °F)   | oui         | 49        | 18      | 12       | 21       | –         | –          | –         | –           |
| Cerrolow 117        | 47,2 °C (117 °F) | oui         | 44.7      | 22.6    | 8.3      | 19.1     | 5.3       | –          | –         | –           |
| Bi-Pb-Sn-Cd-In-Tl   | 41,5 °C (107 °F) | oui         | 40.3      | 22.2    | 10.7     | 17.7     | 8.1       | 1.1        | –         | –           |
| Galinstan           | −19 °C (−2 °F)   | oui         | <1.5      | –       | 9.5–10.5 | 21–22    | –         | –          | 68–69     | <1.5        |